# Die Zehn Gebote (2006)
Die Zehn Gebote (Originaltitel: The Ten Commandments) ist ein zweiteiliger Fernsehfilm aus dem Jahr 2006 von Regisseur Robert Dornhelm und eine Neuverfilmung des Spielfilms Die zehn Gebote aus dem Jahr 1956.

## Handlung
Dem Pharao, den Albträume plagen, wird prophezeit, dass ein hebräisches Sklavenkind zum Prinz von Ägypten aufsteigen wird, daraufhin gibt dieser den Erlass aus, alle neugeborenen Sklavenjungen töten zu lassen. Der neugeborene Junge von Vater Amram und Mutter Jochebed soll deshalb im Schilfrohr am Fluss versteckt werden. Dort angekommen muss Jochebed ihr Kind in einem Korb im Nil aussetzen. Flussabwärts wird das Kind von einer Prinzessin aus königlichem Hause gefunden und aufgenommen, sie gibt ihm den Namen Moses. 
Später bringt die Prinzessin einen eigenen Sohn zur Welt: Menerith. Beide Kinder wachsen wie Brüder auf, obwohl die Prinzessin Moses als Kind offenbart, dass sie nicht seine leibliche Mutter ist und ihm auch einen Besuch im Sklavenhaus seiner Eltern gewährt, wo er auch seinen Bruder Aaron und seine Schwester Mirjam kennenlernt. 
Als Moses erwachsen ist, tötet er beim Versuch, die Ehre einer Sklavin zu retten, einen ägyptischen Aufseher. Moses flieht daraufhin aus Ägypten in die Wüste. In einer Oase wird er Zeuge, wie die sieben Töchter von Jitro mit ihrer Schafsherde angegriffen und verjagt werden sollen. Er geht dazwischen und erntet den Dank von Jitro, wird von ihm aufgenommen und heiratet dessen Tochter Zippora. Sohn Gerschom wird geboren. 
Moses besteigt den heiligen Berg Horeb. Durch einen brennenden Dornbusch spricht Gott zu ihm. Als Moses ihn nach seinem Namen fragt, antwortet der nur: "Ich bin, der ich bin". Gott beauftragt Moses, die Hebräer aus der Versklavung zu befreien. Moses geht zurück nach Ägypten, der alte Pharao ist bereits gestorben und es herrscht inzwischen Ramses, sodass er nicht mehr befürchten muss, gefangen genommen zu werden. 
Moses verlangt von Pharao Ramses die Freilassung aller Sklaven, was dieser verweigert. Erst als das Land von den Zehn Plagen heimgesucht wird, gibt dieser nach und lässt den Auszug aus Ägypten zu. Der Pharao bereut jedoch nachträglich seine Erlaubnis und nimmt mit seiner Streitmacht die Verfolgung auf. Moses und sein Volk werden von einer Windhose zum Roten Meer geleitet, wo Moses mit Gottes Hilfe die Wassermassen teilt und sie so vor ihren Verfolgern flüchten können. Als das ägyptische Heer ihnen folgt, kehren die Wassermassen zurück und begraben die Ägypter unter sich. 
Moses führt die Hebräer durch die Wüste. Dort kommt es immer wieder zu Angriffen der Amalekiter. Moses lehrt die ehemaligen Sklaven das Kämpfen und stattet sie mit Waffen aus, um sich gegen die Amalekiter zu wehren, die daraufhin in einer blutigen Schlacht geschlagen werden. Moses besteigt den Berg Sinai, wo er auf Steintafeln die Zehn Gebote erhält. Sein Volk soll währenddessen am Fuße des Berges auf ihn warten, doch sie beginnen ein Goldenes Kalb zu schaffen und ein Fest zu feiern. Als Moses vom Berg hinabsteigt und sie das Goldene Kalb anbeten sieht, ist er außer sich vor Wut und zerstört das Goldene Kalb. Er verlangt, dass sich nun jeder für oder gegen den einen Gott entscheiden soll. Alle, auch Frauen und Kinder, die sich nicht für Gott entschieden haben, werden daraufhin gnadenlos getötet. Sie bauen eine Lade, in der sie die Steintafeln mit den Geboten mit sich tragen und machen sich auf den Weg in das Gelobte Land. Obwohl Gott Moses nicht erlaubt hat, das Gelobte Land selbst zu betreten, erlaubt er ihm kurz vor seinem Tod, einen Blick darauf zu werfen.

## Hintergrund
- Die Produktionskosten wurden auf 20 Millionen US-Dollar geschätzt.
- Gedreht wurde in Marokko, Tunesien und Ungarn.

## Synchronisation
| - Moses: Benjamin Völz - Aaron: Nicolas Böll - Pharao Ramses: Leon Boden - Menerith: Frank Schaff - Jitro: Klaus Sonnenschein - Zippora: Ghada Al-Akel - Mirjam: Gerit Kling - Josua: Dennis Schmidt-Foß - Lea: Cathrin Vaessen - Prinzessin Bithia: Maud Ackermann - Amram: Oliver Siebeck - Jochebet: Christin Marquitan | - Moses’ Erzieher: Lutz Mackensy - Jered: Marcus Off - Balaam: Kaspar Eichel - Laban: Marco Kröger - Der junge Moses: Maximilian Artajo - Rani: Almut Eggert - Ruben: Erich Räuker - Schemia: Thomas Nero Wolff - Jekuthiel: Michael Telloke - Tobia: Udo Schenk - Heber: Rüdiger Evers - Priester: Werner Ehrlicher |